# Georg Wolfram
 (janvier 2023).
Georg Wolfram (de son nom complet Georg Karl Wolfram), né le 3 décembre 1858 à Allstedt dans le Grand-duché de Saxe-Weimar-Eisenach et décédé le 14 mars 1940 à Iéna, est un historien spécialiste de l'Alsace et du district de Lorraine (Moselle actuelle), archiviste et bibliothécaire allemand.

## Biographie
Georg Wolfram est le fils de Karl Wolfram, aubergiste, et d'Adelheid Sendel.
Il reçoit une solide éducation musicale dans son enfance puis fait ses études secondaires au Gymnasium d’Eisleben où il développe un intérêt pour les langues anciennes. Il étudie ensuite l’histoire et la germanistique d’abord à la Johann Friedrich Universität de Iéna puis à l'université de Strasbourg alors appelée Kaiser-Wilhelms-Universität (1878-1883).
A Strasbourg Georg Wolfram suit les cours des archéologues Adolf Michaelis et Heinrich Nissen, de l’historien moderniste Hermann Baumgarten, du germaniste Ernst Martin et de l’historien médiéviste Paul Scheffer-Boichhorst qui ont tous une grande influence sur sa pensée et ses méthodes de travail. De plus il participe à la fondation de la première corporation étudiante à Strasbourg en 1880, la Burschenschaft Germania.
Il obtient son doctorat à Strasbourg en 1883 avec un travail sur l’empereur Frédéric I et le Concordat de Worms puis passe un Staatsexamen consacré aux prédications et aux chants des croisades.
Georg Wolfram devient ensuite professeur assistant à la Realschule de Strasbourg. En 1888 il collabore à l’édition des volumes 4 et 5 du Urkundenbuch der Stadt Strassburg et approfondit ainsi sa pratique de la recherche historique. Il est nommé la même année au poste de directeur des archives de la Moselle à Metz grâce à sa bonne connaissance de la langue française et sa fréquentation assidue des fonds d’archives. Il enrichit grandement les fonds des archives et fait construire en 1906 un nouveau bâtiment.
Dès son installation dans le district de Lorraine, Georg Wolfram fonde avec le soutien du Bezirkpräsident de Lorraine, le baron Hans von Hammerstein, la Gesellschaft für lothringische Geschichte und Altertumskunde ou Société d’Histoire et d’Archéologie de la Lorraine dont il devient le secrétaire général. La société est fondée le 13 octobre 1888 et Wolfram participe ainsi à la relance de la recherche historique et archéologique dans le district de Lorraine. Il coordonne la publication des annuaires de la société qui paraissent dès l’année 1889 et veille au développement des ressources, des activités et donc de la notoriété de la société. De plus, la Société d’Histoire et d’Archéologie de la Lorraine, sous l’impulsion de Wolfram, encourage la coopération entre les « autochtones lorrains » (Altlothringer) et les « immigrés allemands » (Altdeutsche).
En vertu de sa rigueur intellectuelle et de sa disposition à citer ses sources françaises, il est admis en tant que membre titulaire de la très francophile Académie nationale de Metz en 1907. Il en démissionne quelques années plus tard après le refus des académiciens d’accepter l’archéologue Johann Baptist Keune, directeur du Musée de Metz, membre de la Société d’Histoire et d’Archéologie de la Lorraine et ami de Wolfram, dans leurs rangs. Il restera pourtant proche du milieu intellectuel lorrain, côtoyant aussi bien Robert Schuman, Adrienne Thomas ou Hermann Wendel, que le philosophe Peter Wust (de), Friedrich Meinecke ou l'historien Franz Steinbach (de).
La carrière de Georg Wolfram prend un nouveau tournant en 1909 lorsqu’il est appelé à prendre le poste de directeur de la Kaiserliche Universitäts und Landesbibliothek, aujourd’hui Bibliothèque nationale et universitaire, de Strasbourg. La bibliothèque avait perdu de son éclat d’origine, le personnel était réduit, les crédits insuffisants et la nomination de Wolfram avait pour but de redynamiser l’établissement et de lui rendre son prestige.
Fort de l’appui du chancelier de l’université de Strasbourg, Georg Wolfram obtient la création de trois postes de bibliothécaires, fait augmenter les crédits d’acquisition jusqu’à 83 000 marks, agrandit la salle de lecture, étend les horaires d’ouverture et enrichit le fonds de manuscrits dont il encourage le catalogage. Sous sa mandature, les postes subalternes se féminisent et il encourage la création en 1911 d'une école privée pour la formation des jeunes filles aux postes de bibliothécaire du service moyen.
Les fonds de la bibliothèque dépassent le million de documents en 1914 et Georg Wolfram élève ainsi l’établissement au rang des toutes premières bibliothèques européennes. L’excellence de son travail est reconnue et récompensée en 1911 par un titre de professeur honoraire d’histoire, d’archivistique et de bibliothecologie à la Reichsuniversität de Strasbourg.
Georg Wolfram s’investit aussi dans la vie culturelle strasbourgeoise. Il préside la Gesellschaft für elsässische Literatur, société fondée en 1911 avec pour but de publier les œuvres des grandes figures de la littérature alsacienne. Il encourage le rassemblement des sociétés d’histoire locale en une seule, projet qui aboutit en 1912 à la création de la Verband der elsässischen Geschichts- und Altertumsveine.
Lors de la première guerre mondiale, Georg Wolfram, par crainte d’une nouvelle destruction de la bibliothèque, met en sécurité les livres rares, précieux et les manuscrits de la Kaiserliche Universitäts- und Landesbibliothek. Il transforme aussi une partie de la bibliothèque universitaire en hôpital militaire et met 100 000 ouvrages à disposition des soldats allemands en cantonnement dans la ville.
Trop âgé pour être mobilisé, Wolfram soutient l’effort de guerre en composant des chants (Lieder) patriotiques allemands et en faisant paraître en 1918 plusieurs articles qui défendent l’intégrité territoriale du Reich et plaident pour une Alsace-Lorraine allemande. Il encourage aussi la collecte de toutes les productions écrites relatives au conflit, allemandes mais aussi françaises et étrangères, pour contribuer dans un premier temps à la mise en place d’une collection patriotique allemande puis d’un mémorial de la Grande Guerre en général. Wolfram et son équipe réunissent ainsi 11 000 références de tous types de documents ayant trait à la première guerre mondiale.
Georg Wolfram quitte finalement Strasbourg pour Kehl le 20 novembre 1918 avant d’en être expulsé. Il s’installe ensuite à Francfort-sur-le-Main qui accueille un nombre important d’Allemands expulsés d’Alsace-Lorraine. Il participe en 1920 à la création de l'Institut scientifique des Alsaciens-Lorrains dans le Reich (de), dont le but est de constituer un centre de recherches sur l’histoire politique et culturelle de l’Alsace-Lorraine comprise comme terre du Reich. Il en devient le secrétaire général, l’éditeur des publications et le directeur de la bibliothèque, postes qu’il occupera jusqu’à sa retraite en 1935.
L’institut est rattaché en 1921 à la Johann Wolfgang Goethe-Universität de Francfort-sur-le-Main et Wolfram est nommé professeur honoraire de la Faculté de Philosophie de ladite université au cours de cette même année.
La mise en place du régime national-socialiste en Allemagne en 1933 entraîne des turbulences pour le Wissenschaftliche Institut der Elsaß-Lothringer im Reich de Francfort qui est accusé de malversations et de compter dans ses rangs des personnes indésirables. De plus le régime hitlérien favorise dans un premier temps en apparence une politique d’apaisement et de dialogue envers la France, ce qui ne correspond pas à la vision de Wolfram qui ne cache pas son hostilité à l’encontre de la politique française en Alsace-Lorraine et des visées géopolitiques de la France sur la rive gauche du Rhin. Georg Wolfram est ainsi contraint à la démission en 1935. Il publie encore quelques articles puis décède le 14 mars 1940 à Iéna.

## Travaux
Lors de ses années passées à Metz, Georg Wolfram produit un nombre important de travaux scientifiques qui paraissent dans les publications de la Société d’Histoire et d’Archéologie de la Lorraine. Il se consacre à l’histoire, à l’épigraphie, à la numismatique et à la linguistique et produit de nombreuses notices biographiques ayant trait aux historiens et archéologues dont les recherches nourrissent ses propres travaux.
Il participe en outre aux fouilles archéologiques de Metz et à la mise à jour de l’antique cité des Médiomatriques. Il publie en outre un article qui analyse l’évolution de l’amphithéâtre de la cité depuis sa destruction à la fin du IIIe siècle jusqu’à sa redécouverte au XVIIIe siècle.
Pour mettre à la disposition des chercheurs les documents fondamentaux ayant trait à l’histoire de la Lorraine (chartes, chroniques…), il dirige l’édition et la publication des Sources de l’histoire lorraine ou Quellen zur lothringischen Geschichte en allemand, fruits de la Kommission für herausgabe lothringischer Geschichtquellen qui est composée de membres éminents de la Société d’Histoire et d’Archéologie de la Lorraine.
Georg Wolfram est nommé conservateur des monuments historiques du district de Lorraine en 1906 et participe ainsi à la mise en valeur du patrimoine architectural de la région. Il contribue à la publication de l’album Lothringische Kunstdenkmäler qui met en avant le patrimoine médiéval de la région et sert de propagande en vue d’une mise en valeur par les Allemands du territoire annexé.
Après son retour en Allemagne, il publie des ouvrages sur l’Alsace-Lorraine et notamment un important atlas paru en 1931 et co-réalisé avec Werner Gley (de), intitulé Elsass-Lothringischer Atlas : Landeskunde, Geschichte, Kultur und Wirtschaft Elsass-Lothringens qui vise à démontrer l’unité structurelle de l’Alsace-Lorraine avec le Reich allemand. Et de 1931 à 1937, il dirige la publication de Das Reichsland Elsass-Lothringen : 1871-1918 qui analyse les dimensions politiques, économiques et culturelles de ces régions sous la souveraineté allemande et réaffirme leur appartenance au Deutschtum.

## Vie privée
Georg Wolfram épouse Käthe Harries en 1885, ils ont deux enfants, Fritz et Käthe.

## Publications
- Katalog der laufenden Zeitschriften der Kaiserl. Universitäts- und Landesbibliothek, Trübner, Strasbourg, 1911.
- Elsaß-Lothringen und seine Zukunft, Brückmann, Berlin, 1918.
- Die völkische Eigenart Elsass-Lothringens, Finckh, Bâles, 1918.
- Kulturelle Wechselbeziehungen zwischen Elsaß und Baden, Freiburg, 1926.
- Metz und Lothringen, Deutscher Kunstverlag, Berlin, 1926
- Entstehung der nationalen und politischen Grenzen im Westen, Englert & Schlosser, Frankfurt a. M., 1926.
- Elsass-Lothringischer Atlas : Landeskunde, Geschichte, Kultur u. Wirtschaft Elsass-Lothringens, dargest. auf 45 Kartenblättern mit 115 Haupt- u. Nebenkarten, Selbstverl. d. Wissenschaftl. Instituts d. Elsass-Lothringer im Reich, Frankfurt a. M, 1931.
- Wissenschaft, Kunst und Literatur in Elsass-Lothringen 1871-1918, Inst. d. Elsass-Lothringer im Reich an d. Univ. Frankfurt, Frankfurt a. M, 1934.
- Ein feste Burg ist unser Gott : Die Entstehungszeit u. d. ursprüngliche Sinn d. Lutherlieds, de Gruyter, Berlin-Leipzig, 1936
- Verfassung und Verwaltung von Elsass-Lothringen 1871-1918, Verl. f. Sozialpolitik, Wirtschaft u. Statistik, Berlin, 1936.